# Modżtaba Babadżanzade
Modżtaba Babadżanzade (pers. مجتبي باباجان زاده; ur. 22 maja 1984) – irański zapaśnik w stylu klasycznym. Trzeci na mistrzostwach Azji w 2007. Trzeci w Pucharze Świata w 2008 i czwarty w 2005 roku.